# Cap Éternité
Le cap Éternité est une montagne québécoise de la région du Saguenay–Lac-Saint-Jean. Il surplombe, au sud-est, la baie Éternité alors qu'au nord-ouest se trouve le cap Trinité. D'une altitude de 454 mètres, il fait partie du parc national du Fjord-du-Saguenay.
Le nom du cap fut officialisé le 5 décembre 1968. À l'ouest de la baie, la rivière Éternité a donné son nom à la municipalité de Rivière-Éternité.

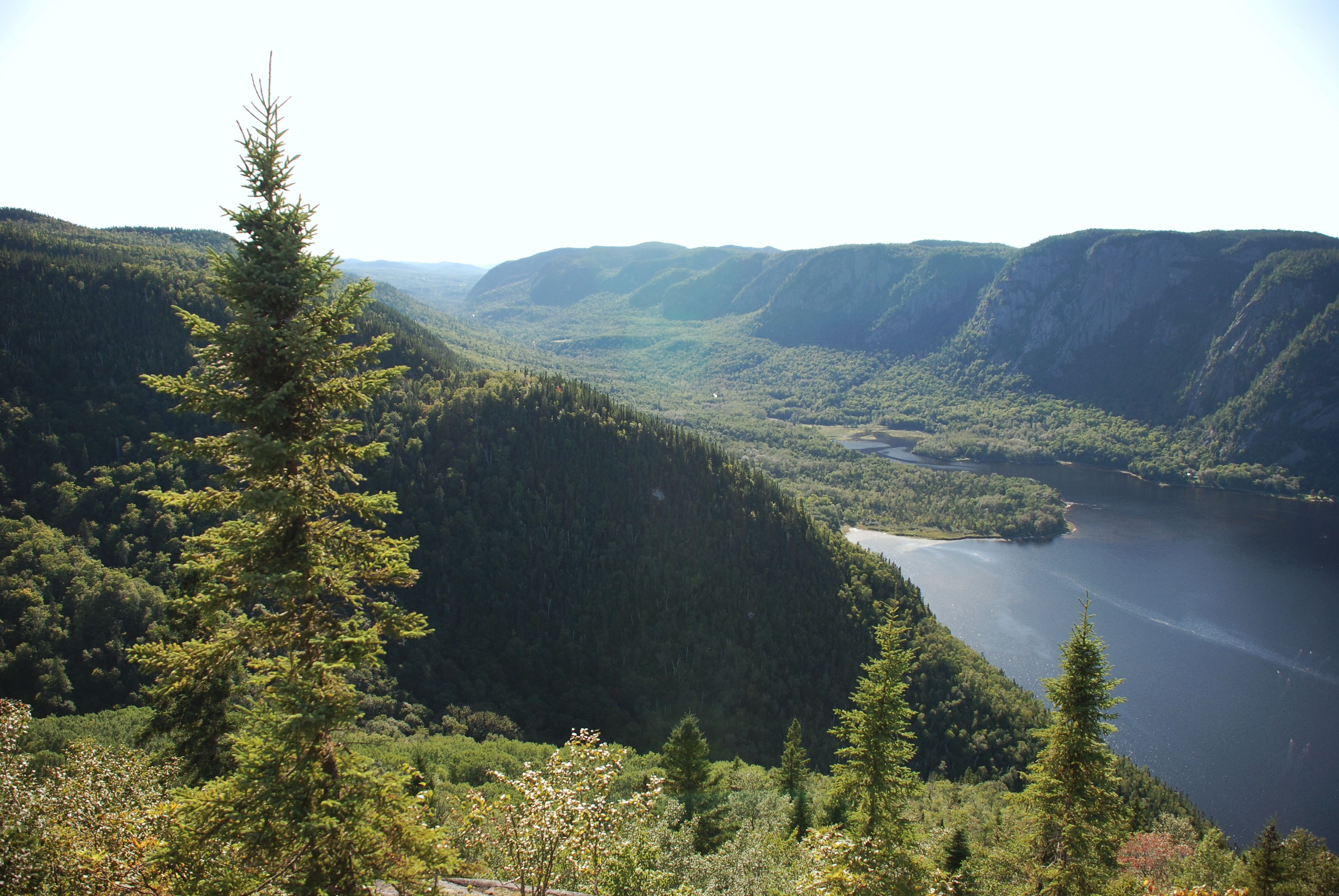
Vue de la baie Éternité depuis le cap Éternité.

Son impressionnante masse rocheuse et ses falaises escarpées en font un site majeur d'attrait touristique au sein du parc national du Fjord-du-Saguenay. Le cap Éternité a inspiré peintres, poètes et écrivains, dont Charles Gill (1871-1918) et William Chapman (1850-1917).